# Batocnema
Batocnema es un género de lepidópteros glosados del clado Ditrysia perteneciente a la familia Sphingidae.

## Especies
- Batocnema africanus - (Distand 1899)
- Batocnema coquerelii - (Boisduval 1875)